# Fredens Kirke (Odense)
 For alternative betydninger, se Fredens Kirke. (Se også artikler, som begynder med Fredens Kirke)
Fredens Kirke er en kirke fra 1920 på Skibhusvej i Skibhuskvarteret, Odense. Den blev tegnet af arkitekten Peder Vilhelm Jensen-Klint og opført i det tidligere Sct. Hans Landsogn. Navnet blev valgt for at markere freden efter 1. verdenskrig.

## Historie
I 1920 udskilte man, på grund af Odenses stærke befolkningstilvækst, den nordlige del af Sct. Hans sogn, som blev kaldt Sct. Hans Landsogn. Arkitekten havde oprindeligt ville kalde kirken "Sct. Hans Tveje" på grund af sin inspiration fra Tveje Merløse Kirke, men menigheden valgte navnet "Fredens kirke".

## Kirkebygningen og interiør
Kirken er opført i håndstrøgne hvid-gule teglsten, og taget er i rødt tegl. Den har mange ligheder med Grundtvigskirken. Kirkerummet er inddelt i seks hvælvingsfag inklusiv tårn og kor, og er overdækket med gotiske ribbehvælvinger. Sideskibet har bjælkeloft. Kirken har 325 stole og plads til 550 kirkegængere ved fuld udnyttelse.
I 1981 blev der tilføjet en sognegård og en forbindelsesgang mellem kirken og kapellet, tegnet af Inger og Johannes Exner.
Altertavlen er skåret i eg af Axel Poulsen. Dens motiv stammer fra bibelverset: Kommer hid til mig alle, som lider møje og ere besværede, og jeg vil give eder hvile. (Matt 11,28) Døbefonten står til venstre i koret. Den er hugget i granit med dåbsfad og dåbskande i kobber, udført af A. Carlsen. Den syvarmede lysestage i oxyderet messing på væggen bag døbefonten er udført af P.V. Jensen Klint. Den stod indtil 1966 på alteret. De to kirkeskibe er skænket af folk fra sognet. Orgelet, der har 29 stemmer, var bygget af Marcussen & Søn i 1958.

## Eksterne kilder og henvisninger
- Fredens Kirke Arkiveret 31. januar 2011 hos  Wayback Machine hos nordenskirker.dk
- Fredens Kirke Arkiveret 19. september 2015 hos  Wayback Machine hos KortTilKirken.dk
- Fredens Kirke, Odense hos danmarkskirker.natmus.dk (Danmarks Kirker, Nationalmuseet)

- Wikimedia Commons har flere filer relateret til Fredens Kirke (Odense)